# Detlef Hofmann
Detlef Hofmann, né le 12 novembre 1963 à Karlsruhe, est un kayakiste allemand pratiquant la course en ligne.

## Palmarès

### Jeux olympiques
- Médaille d'or aux Jeux olympiques de 1996 à Atlanta en K-4 1000m[1].